# مجازر خان شيخون
مجازر خان شيخون هي سلسلة مجازر وقعت في بلدة خان شيخون التابعة لمحافظة إدلب في سوريا في الفترة ما بين يومي 9-13 فبراير (شباط) 2017 خلال الحرب الأهلية السورية.

## خلفية الأحداث
شهدت فصائل المعارضة السورية في أواخر عام 2016 وحتى مطلع 2017 اضطرابات كبيرة في شمال سوريا. ففي أكتوبر (تشرين الأول) 2016، اندلع أول صراع في جنوب محافظة إدلب وشمال محافظة حماة بين جامعة أحرار الشام وقوات جند الأقصى. دعمت معظم القوات التابعة للمعارضة السورية الأخرى الموجودة في المنطقة جماعة أحرار الشام في مواجهة جماعة جند الأقصى التي كانت متهمة بالارتباط بتنظيم الدولة الإسلامية في العراق والشام (داعش). وبعد بضعة أيام من الاشتباكات، أعلن مقاتلو جند الأقصى في 9 أكتوبر (تشرين الأول) 2016، مبايعتهم لجبهة فتح الشام، التي اشتهرت سابقًا باسم جبهة النصرة، طلبًا لحمايتها. وفي يناير (كانون الثاني) 2017 اندلع صراع جديد في محافظة إدلب وغرب محافظة حلب بين جبهة فتح الشام من جانب وبين جماعة أحرار الشام وحركة صقور الشام ومجموعات من الجيش السوري الحر على الجانب الآخر. وفي 25 يناير (كانون الثاني) 2017، اندمج عدد من فصائل المعارضة السورية لتُصبح جزءًا من جماعة أحرار الشام طلبًا لحمايتها، وبعد ثلاثة أيام، اندمجت جبهة فتح الشام بدورها مع عدة مجموعات أخرى لتشكيل حركة جديدة أطلقت عليها اسم هيئة تحرير الشام. وفي 23 يناير (كانون الثاني) 2017، أعلنت جبهة فتح الشام أخيرًا تخليها عن دعم حركة جند الأقصى بعد عدة معارك جديدة مع جماعة أحرار تشام.وبعد بضعة أيام، اندلعت اشتباكات جديدة في 8 فبراير (شباط) 2017، ما بين كتائب جند الأقصى، والتي أعيدت تسميتها لتُصبح لواء الأقصى، وبين قوات الجيش السوري الحر، وفي 12 فبراير (شباط) 2017 وقعت للمرة الأولى اشتباكات ما بين لواء الأقصى وهيئة تحرير الشام.

## المجازر
حسبما أفاد عبد الحكيم الرحمون رئيس الجناح السياسي لجيش النصر، أحد فصائل الجيش السوري الحر، فقد وقعت أولى المجازر في بلدة خان شيخون الواقعة في جنوب محافظة إدلب في 9 فبراير (شباط) 2017، عندما قام مقاتلو جند الأقصى بإعدام نحو 200 من الأسرى المنتمين لفصائل المعارضة الأخرى من بينهم 43 مقاتلًا من هيئة تحرير الشام، و160 مقاتلًا من الجيش السوري الحر منهم 70 مقاتلًا من جيش النصر. ومن جانبها كشفت مجموعة سايت للاستخبارات عن مقتل 150 شخصًا، من بينهم 70 مقاتلًا من جيش النصر. وفي 13 فبراير (شباط) 2017، أفاد المرصد السوري لحقوق الإنسان بوقوع مجزرة جديدة بمنطقة خان شيخون قام فيها مقاتلو جند الشام بإعدام 41 أسيرًا من المنتمين لهيئة تحرير الشام، كما كان مصير 180 من الأسرى الآخرين المحتجزين لدى جماعة جند الأقصى لا يزال مجهولًا، وبحسب شهادات اثنين من الأسرى الفارين من منطقة الخزانات في بلدة خان شيخون، فقد أعدم مقاتلو جند الأقصى 150 أسيرًا.

## الخسائر البشرية
أعلن المرصد السوري لحقوق الإنسان في 13 فبراير (شباط) 2017، عن مقتل ما لا يقل عن 69 شخصًا كان من بينهم أسرى أعدموا على أيدي مقاتلي لواء الأقصى في منطقة خان شيخون في غرب محافظة إدلب. وفي 23 فبراير (شباط) 2017، أفاد المرصد السوري لحقوق الإنسان أنه بالإضافة إلى 41 حالة وفاة تم سجلت بالفعل، فقد عُثر على 131 جثة لمقاتلين منتمين لفصائل المعارضة السورية في اليوم السابق في مقبرتين جماعيتين اكتشفتا بالقرب من بلدة خان شيخون، وبهذا ارتفعت حصيلة عمليات الإعدام الجماعي التي نفذها مقاتلو لواء الأقصى وفقًا لما كشف عنه مكتب المرصد السوري لحقوق الإنسان إلى 172 قتيلًا على الأقل، من بينهم 41 قتيلًا من المنتمين لهيئة تحرير الشام، بينما ينتمي الآخرون إلى جيش النصر وفيلق الشام والفرقة الوسطى وعدد قليل من الجماعات الأخرى. وقد صرح مصدر في الدفاع المدني السوري لصحيفة لوموند الفرنسية أنه تمّ استخراج 128 جثة من مقابر جماعية بمنطقة خان شيخون. كما أعلن محمد رشيد، الناطق الرسمي باسم جيش النصر، أن الجثث الـ128 التي عُثر عليها كانت تضم جثث 71 مقاتلًا من المنتمين لحركة جيش النصر، بينهم 11 قياديًا، وثلاثة صحفيين مواطنين. وفي منتصف شهر فبراير (شباط) 2017، تم التوصل إلى اتفاق بين لواء الأقصى وفصائل المعارضة السورية الأخرى، وبموجبه قام مقاتلو لواء الأقصى بإخلاء محافظة حماة، وانضم عناصر لواء الأقصى إلى تنظيم الدولة الإسلامية في محافظة الرقة، فيما عدا 600 مقاتل، حسبما أفادت تقارير المرصد السوري لحقوق الإنسان، فقد فضلوا الانضمام إلى الحزب الإسلامي التركستاني، كما كشف المرصد السوري لحقوق الإنسان أيضًا عن أنه موجب أحد شروط هذا الاتفاق، فقد وافق مقاتلو لواء الأقصى على تسليم جثث ما لا يقل عن 186 شخصًا إلى الحزب الإسلامي التركستاني.